# Beeac
Beeac (204 habitants) est un hameau de l'État de Victoria en Australie situé à 160 km à l'ouest de Melbourne en bordure du lac Beeac.